# Première circonscription de la Seine (Quatrième République)
Pour les articles homonymes, voir Première circonscription de la Seine.
La première circonscription législative de la Seine recouvrait les six arrondissements de la rive gauche de Paris : les 5e, 6e, 7e, 13e, 14e et 15e arrondissements. Cette délimitation s'est appliquée aux trois législatures de la Quatrième République française, de 1946 à 1958. Le département de la Seine comportait six circonscriptions, dont trois pour Paris et trois pour la banlieue, selon un découpage déjà en vigueur lors des élections des  Assemblées constituantes du 21 octobre 1945 et du 2 juin 1946.
Le mode d'élection est basé sur le suffrage universel direct à un tour, avec scrutin de liste proportionnel par circonscription et répartition des restes à la plus forte moyenne.
Dans la première circonscription de la Seine sont pourvus 10 sièges de députés, sur la base d'un nombre d'électeurs inscrits en 1946 de 504 000, arrondi au millier supérieur.

## Élections

### Première législature (1946-1951)

#### Résultats
| Liste    | Liste    | Tête de Liste             | Voix    | %      | Élus |
| -------- | -------- | ------------------------- | ------- | ------ | ---- |
|          | PCF      | André Marty               | 128 941 | 29,8   | 3    |
|          | MRP      | Francisque Gay            | 119 138 | 27,5   | 3    |
|          | PRL,     | Louis Rollin              | 74 270  | 17,1   | 2    |
|          | SFIO     | Paul Rivet                | 56 835  | 13,1   | 1    |
|          | RRRS,    | Vincent de Moro-Giafferri | 46 889  | 10,8   | 1    |
|          | [...]    |                           |         |        |      |
|          |          |                           |         |        |      |
| Inscrits | Inscrits | Inscrits                  | 534 362 | 100,00 |      |
| Votants  | Votants  | Votants                   | 439 679 |        |      |
| Exprimés | Exprimés | Exprimés                  | 433 260 |        |      |

#### Députés élus
| Député élu                |  | Liste | no | Observations                                         |
| ------------------------- |  | ----- | -- | ---------------------------------------------------- |
| André Marty               |  | PCF   | 1  |                                                      |
| Ambroise Croizat          |  | PCF   | 2  | décédé, remplacé par André Huraux le 12 février 1951 |
| Maria Rabaté              |  | PCF   | 3  |                                                      |
| Francisque Gay            |  | MRP   | 1  |                                                      |
| Jean Cayeux               |  | MRP   | 2  |                                                      |
| Solange Lamblin           |  | MRP   | 3  |                                                      |
| Louis Rollin              |  | PRL   | 1  |                                                      |
| Édouard Frédéric-Dupont   |  | PRL   | 2  |                                                      |
| Paul Rivet                |  | SFIO  | 1  |                                                      |
| Vincent de Moro-Giafferri |  | RRRS  | 1  |                                                      |

### Deuxième législature (1951-1956)

#### Résultats
| Liste    | Liste    | Tête de Liste             | Voix    | %      | Élus |
| -------- | -------- | ------------------------- | ------- | ------ | ---- |
|          | RPF,     | Pierre de Gaulle          | 112 050 | 28,2   | 3    |
|          | PCF,     | André Marty               | 102 160 | 25,7   | 3    |
|          | SFIO,    | Robert Verdier            | 37 255  | 9,4    | 1    |
|          | MRP,     | Jean Cayeux               | 36 548  | 9,2    | 1    |
|          | RI       | Louis Rollin              | 36 408  | 9,1    | 1    |
|          | RRRS,    | Vincent de Moro-Giafferri | 27 712  | 7,0    | 1    |
|          | [...]    |                           |         |        |      |
|          |          |                           |         |        |      |
| Inscrits | Inscrits | Inscrits                  | 490 575 | 100,00 |      |
| Votants  | Votants  | Votants                   | 406 612 | 82,88  |      |
| Exprimés | Exprimés | Exprimés                  | 397 358 | 80,99  |      |

#### Députés élus
| Député élu                |  | Liste | no | Observations                                                                     |
| ------------------------- |  | ----- | -- | -------------------------------------------------------------------------------- |
| Pierre de Gaulle          |  | RPF   | 1  |                                                                                  |
| Édouard Frédéric-Dupont   |  | RPF   | 2  |                                                                                  |
| Henri Ulver               |  | RPF   | 3  |                                                                                  |
| André Marty               |  | PCF   | 1  |                                                                                  |
| Maria Rabaté              |  | PCF   | 2  |                                                                                  |
| Pierre Estradère          |  | PCF   | 3  |                                                                                  |
| Robert Verdier            |  | SFIO  | 1  |                                                                                  |
| Jean Cayeux               |  | MRP   | 1  |                                                                                  |
| Louis Rollin              |  | RI    | 1  | décédé, remplacé par Paul Coirre (IPAS) le 21 décembre 1952 (élection partielle) |
| Vincent de Moro-Giafferri |  | RRRS  | 1  |                                                                                  |

### Troisième législature (1956-1958)

#### Résultats
| Liste    | Liste                  | Tête de Liste             | Voix    | %      | Élus |
| -------- | ---------------------- | ------------------------- | ------- | ------ | ---- |
|          | PCF,                   | Roger Garaudy             | 120 268 | 26,3   | 3    |
|          | IPAS,                  | Édouard Frédéric-Dupont   | 101 593 | 22,2   | 2    |
|          | RRRS,                  | Vincent de Moro-Giafferri | 80 245  | 17,5   | 2    |
|          | SFIO,                  | Robert Verdier            | 42 647  | 9,3    | 1    |
|          | UFF,                   | Jean-Marie Le Pen         | 35 748  | 7,8    | 1    |
|          | MRP,                   | Jean Cayeux               | 31 702  | 6,9    | 1    |
|          | [...] 13 autres listes |                           |         |        |      |
|          |                        |                           |         |        |      |
| Inscrits | Inscrits               | Inscrits                  | 576 393 | 100,00 |      |
| Votants  | Votants                | Votants                   | 470 849 | 81,69  |      |
| Exprimés | Exprimés               | Exprimés                  | 457 266 | 79,33  |      |

#### Députés élus
| Député élu                |  | Liste | no | Observations                                                                       |
| ------------------------- |  | ----- | -- | ---------------------------------------------------------------------------------- |
| Roger Garaudy             |  | PCF   | 1  |                                                                                    |
| Maria Rabaté              |  | PCF   | 2  |                                                                                    |
| Bernard Jourd'hui         |  | PCF   | 3  |                                                                                    |
| Édouard Frédéric-Dupont   |  | IPAS  | 1  |                                                                                    |
| Paul Coirre               |  | IPAS  | 2  |                                                                                    |
| Vincent de Moro-Giafferri |  | RRRS  | 1  | décédé, remplacé par Julien Tardieu (IPAS) le 27 janvier 1957 (élection partielle) |
| Pierre Clostermann        |  | RRRS  | 2  |                                                                                    |
| Robert Verdier            |  | SFIO  | 1  |                                                                                    |
| Jean-Marie Le Pen         |  | UFF   | 1  |                                                                                    |
| Jean Cayeux               |  | MRP   | 1  |                                                                                    |

## Évolution de la circonscription

Les nouvelles circonscriptions de 1958.

La constitution de 1958 ayant réinstauré un mode de scrutin uninominal majoritaire par circonscription, la première circonscription de la Seine de 1946 est redécoupée en 10 circonscriptions, situées sur la rive gauche (Paris) de la capitale : 3e, 4e, 5e, 13e, 14e, 15e, 16e, 17e, 18e et 19e.